# رون فيندهايم
رون فيندهايم (بالنرويجية البوكمول: Rune Vindheim)‏ هو مدرب كرة قدم ولاعب كرة قدم نرويجي في مركز الدفاع، ولد في 15 مايو 1972 في Høyanger ‏ في النرويج. لعب مع نادي بران ونادي بيرنلي ونادي سوغندال لكرة القدم ونادي هارتلبول يونايتد ونادي هاوغسوند.

## وصلات خارجية
- رون فيندهايم على موقع اتحاد النرويج (النرويجية)